# Bembla
Bembla (àrab: بنبلة, Banbla) és una ciutat de Tunísia situada uns 5 km al sud de la ciutat de Monastir, dins de la governació homònima. La municipalitat té 13.400 habitants. És capital d'una delegació o mutamadiyya que té 23.790 habitants segons el cens del 2004.

## Economia
Té molts petites tallers tèxtils.

## Personatges il·lustres
Hi va néixer Salem Bouhageb (1827-1924), reformador i jurista.

## Administració
És el centre de la delegació o mutamadiyya homònima, amb codi geogràfic 32 57 (ISO 3166-2:TN-12), dividida en sis sectors o imades:
- Bembla (32 57 51)
- Bembla Ouest (32 57 52)
- El Manara (32 57 53)
- Menzel En-Nour (32 57 54)
- El Masdour (32 57 55)
- Menzel Harb (32 57 56)

Al mateix temps, forma, juntament amb el poble d'El Manara, la municipalitat o baladiyya de Bembla et Manara (codi geogràfic 32 22).